# Донауешинген
Донауешинген (нім. Donaueschingen) — місто в Німеччині, знаходиться в землі Баден-Вюртемберг. Підпорядковується адміністративному округу Фрайбург. Входить до складу району Шварцвальд-Бар.
Площа — 104,63 км2. Населення становить 22 205 ос. (станом на 31 грудня 2020).